# 襄公 (晋)
襄公（じょうこう、? - 紀元前621年8月15日）は、中国春秋時代の晋の君主（在位：紀元前628年 - 紀元前621年）。姓は姫、諱は驩（歓とも呼ばれる）。春秋五覇の一人に挙げられる第22代文公の子。 

## 概要
即位後間もない紀元前627年、正卿先軫の献策で殽の戦い(zh)が起こった。孟明視(zh)率いる穆公の秦軍が攻め込んできたが、という敵方三将を捕虜として捉えたが、「恨み骨髄に徹す」という母(穆公の娘)の諫言に従って逃がしたところ、先軫は大いに怒った。

この戦いが秦晋の戦争の始まりであったと同時に、後の三晋が勃興する遠因ともなった。在位7年で亡くなると子の太子夷皋が後を継いだ。これが霊公である。襄公にはその他に桓叔捷（悼公の祖父）という公子もいた。
紀元前626年、彭衙の戦い。
紀元前624年、王官の戦い。
紀元前623年、新城の戦い。
紀元前622年、晋大夫趙衰、狐偃、欒枝(zh)らが死んだ。
紀元前621年、即位後7年で没した。趙盾が狐射姑との権力闘争に勝利し、正卿（摂政）となった。

## 逸話
果敢な襄公は白い喪服を墨で黒く染めて出陣し、殽の地でこれを打ち破った。喪服を染めた理由はわからないが、父の喪中で喪服を脱ぐわけには行かず、白い喪服のまま出陣するのは不吉であると思って黒く染めたものと思われる。孟明視、西乞術(zh)、白乙丙(zh)